# Capitale de l'Allemagne

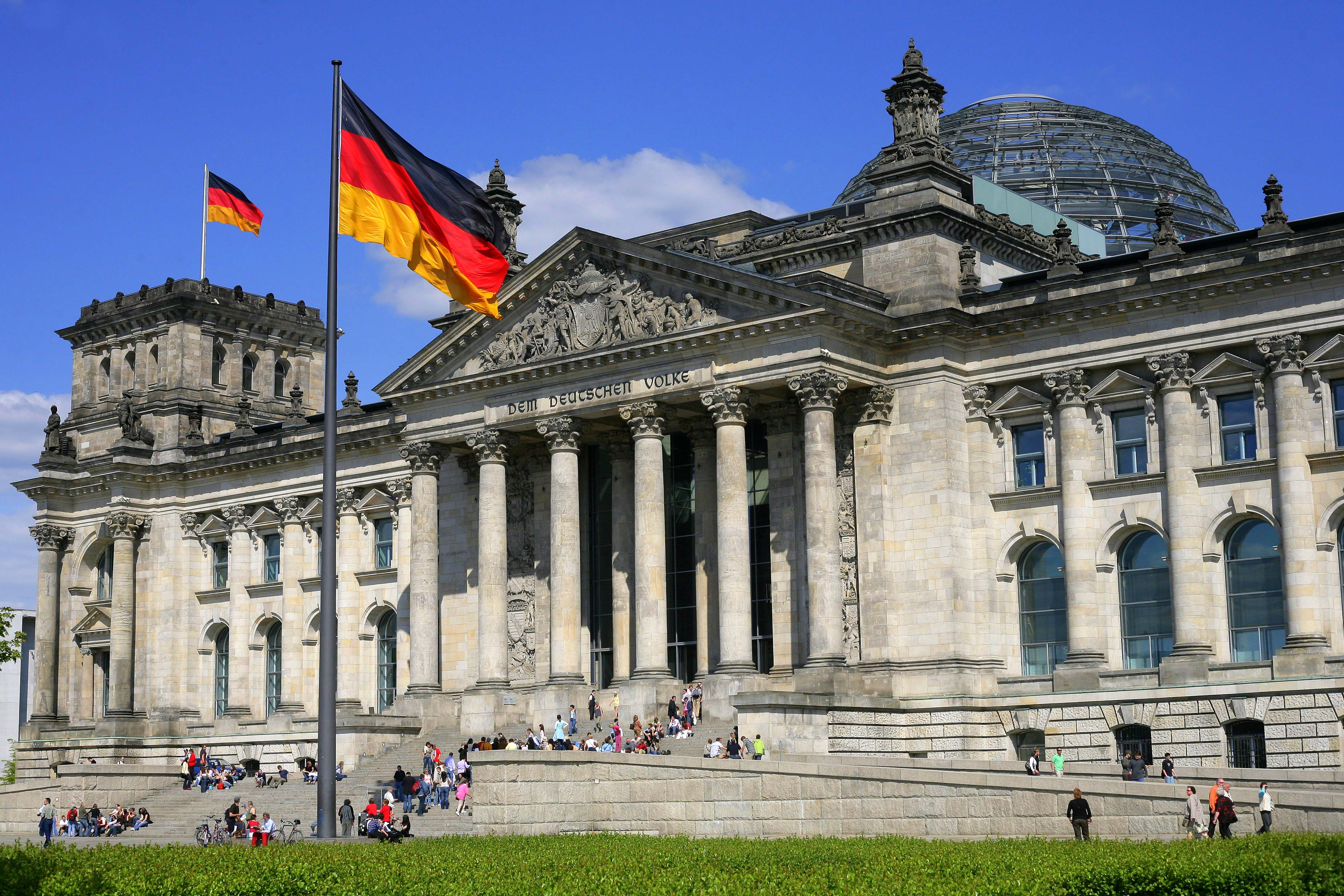
Le Palais du Reichstag à Berlin en Allemagne.

La capitale de l'Allemagne est actuellement Berlin. Cependant, cela n'a pas toujours été le cas et, au cours de l'Histoire, plusieurs villes ont également eu ce statut.

## Avant l'unification
Le Saint-Empire, entité au statut particulier, n'avait formellement pas de capitale. 
Depuis 1701, Berlin était la capitale du Royaume de Prusse, État dominant du Nord de l'Europe centrale. Elle restera la capitale de la Prusse désormais fédérée lors de la proclamation de l'Empire tout en devenant également la capitale du nouvel État fédéral.

### États confédérés du Rhin (1806-1813)
La constitution des États confédérés du Rhin, donnée par traité par Napoléon à cet ensemble d'États détachés de l'Empire germanique, ne spécifie aucune capitale pour la confédération. De fait, c'est la ville de Francfort qui tient lieu de capitale.

### Confédération germanique (1815-1866)
Bien qu'aucune « capitale » de la Confédération germanique ne soit indiquée en tant que telle dans l'Acte du 8 juin 1815 pour la Constitution fédérative de l'Allemagne, l'article 9 stipule que « [l]a diète siégera à Francfort-sur-le-Main ». Cette dernière ville constituait donc de fait la capitale de la confédération.
La Constitution de l'Empire allemand du 28 mars 1849, dite Constitution de Francfort, qui devait unifier l'Allemagne, ne mentionnait pour sa part aucune capitale.

## Confédération de l'Allemagne du Nord (1867-1871)
Le Traité d'alliance et fondation de la Confédération de l'Allemagne du Nord, dit Traité de Berlin, signé le 18 août 1866, ne précise pas de capitale pour l'union à venir.
La Constitution fédérale de la Confédération de l'Allemagne du Nord du 24 juin 1867 qui ensuivit ne précise aucune capitale non plus pour la confédération. Cependant l'article 2 précise que « [l]es lois fédérales reçoivent leur force obligatoire par leur promulgation au nom de la Confédération, promulgation qui aura lieu au moyen d'un Bulletin des lois fédérales. En tant que la loi promulguée ne fixe pas un autre terme pour son entrée en vigueur, elle entrera en vigueur le quatorzième jour après l'expiration du jour où le numéro du Bulletin des lois qui la permet aura été publié à Berlin. ». Cela fait indirectement de Berlin la capitale législative de la Confédération et de fait la capitale « tout court » de l'union.

## Empire allemand (1870-1918)
Lors de la proclamation de l'Empire allemand en 1871, peu après la fin de la guerre qui oppose la Prusse et ses alliés à l'Empire français de Napoléon III, Berlin devint la nouvelle capitale fédérale. Cependant, aucune mention de cet état de fait n'est mentionnée dans la nouvelle Constitution de l'Empire allemand du 16 avril 1871. L'en-tête du titre II précise néanmoins que « toute loi publiée entrera en vigueur dès le quatorzième jour qui suit celui où aura paru à Berlin le numéro du Bulletin des lois de l'Empire qui la mentionne », ce qui fait indirectement de Berlin la capitale législative de l'Empire. Elle reprend en cela l'article 2 de la Constitution fédérale de la Confédération d'Allemagne du Nord de 1867 dont elle n'est que l'adaptation à l'adhésion des nouveaux États membres.

## République de Weimar (1918-1933)
La Constitution de l'Empire (Reich) allemand du 11 août 1919 ne précise pas formellement une capitale pour l'État. Cependant, l'article 71 dispose que « [l]es lois du Reich entrent en vigueur, si elles n'en disposent pas autrement, le quatorzième jour qui suit celui où le Bulletin des lois du Reich a paru dans la capitale du Reich », reprenant en cela quasiment mot pour mot l'en-tête du titre II de la constitution impériale de 1871 : « toute loi publiée entrera en vigueur dès le quatorzième jour qui suit celui où aura paru à Berlin le numéro du Bulletin des lois de l'Empire qui la mentionne » (note : en allemand, Empire et Reich sont ici tous les deux Reich, le nom officiel de l'État, qui a le sens d'État de façon générale et aucunement le sens monarchique du Kaiserreich). Bien que non précisée explicitement, la « capitale du Reich » est Berlin.

## Allemagne nazie (1933)
La capitale du Reich est Berlin.

## Allemagne divisée (1949)

### Bonn et la République fédérale à l'Ouest
Formellement, Berlin-Ouest ne fait pas alors partie de la République fédérale d'Allemagne créée par le rassemblement des zones d'occupation américaine, britannique et française. De plus, le territoire est alors entièrement enclavé en territoire occupé par les Soviétiques. La capitale de l'État fédéral est alors « temporairement » placée à Bonn.
Lorsqu'en juillet 1948 les alliés occidentaux de la Trizone décidèrent de doter l'Allemagne occidentale de structures politiques démocratiques, il fallut choisir la ville qui accueillerait les parlementaires constituants. Berlin, en raison de son statut quadripartite et du fait de sa situation enclavée, ne pouvait remplir efficacement cette mission.
Cassel, Stuttgart, Francfort-sur-le-Main et Bonn furent alors les quatre villes pressenties pour devenir les hôtes des travaux parlementaires.
Cassel, trop proche de la Zone d'occupation soviétique, retira sa candidature.
Stuttgart, dont les finances n'étaient pas excellentes, ne fut pas non plus retenue.
Seules Francfort-sur-le-Main et Bonn restèrent candidates.
Si le passé prestigieux de Francfort, située en Zone d'occupation américaine, pouvait faire la différence, Bonn avait par contre la faveur des Britanniques, puisque la ville se situait dans leur propre zone.
Même les partis allemands se divisèrent sur la question : Francfort avait la faveur du SPD, tandis que Bonn recevait le soutien de la coalition CDU/CSU.
Le Ministre de l'Intérieur de Rhénanie-du-Nord-Westphalie, Walter Menzel, proposa que les travaux préparatoires de l'assemblée se tiennent d'abord dans la ville natale de Beethoven. C'est toute la force de persuasion de Konrad Adenauer, alors maire de Cologne, ville voisine de Bonn, qui enlèvera auprès de ses collègues la décision finale en faveur de cette dernière, même si on chercha jusqu'aux derniers instants des solutions alternatives à Karlsruhe ou à Celle.
Les trois principales raisons officielles de ce choix furent :
1. que la pénurie de bureaux et de logements d'une ville dévastée comme Francfort (comparativement Bonn avait moins souffert des destructions) aurait posé des problèmes structurels si la ville avait, par la suite, été désignée comme « capitale provisoire » ;
2. que l'installation du nouveau régime démocratique allemand à Francfort aurait pu causer des problèmes d'indépendance du pouvoir par le fait que la ville abritait également le QG des forces militaires américaines en Allemagne ;
3. que la Belgique acceptait d'évacuer Bonn qui faisait partie de sa zone d'occupation, les Allemands revendiquant le droit de siéger hors de la présence d'une armée appartenant aux pays vainqueurs, sous peine de voir le nouveau pouvoir allemand soupçonné de ne pas être capable de représenter librement la nouvelle Allemagne[8].

C'est ainsi que du 1er septembre 1948 au 14 août 1949, la ville accueillit le Conseil parlementaire chargé de rédiger la Loi fondamentale de la future République fédérale d’Allemagne.

### Berlin et la République démocratique à l'Est
Le projet de constitution de la SED pour la République démocratique allemande du 14 novembre 1946 ne prévoit aucune capitale. Cela peut s'expliquer par le fait que Berlin, ancienne capitale du Reich, était occupée et que ce projet laissait encore la possibilité d'avoir soit un État socialiste dans la zone soviétique ou un État parlementaire regroupant toute l'Allemagne.
La Constitution de la République démocratique allemande du 7 octobre 1949 dispose, dans son article 2 alinéa 2, que « [l]a capitale de la République est Berlin ». De fait, la capitale est-allemande n'est constituée que de Berlin-Est, c'est-à-dire de l'ancien secteur d'occupation soviétique, partie de la ville considérée localement comme étant la seule héritière de l'ancienne capitale allemande. Le paragraphe 2 de l'article 1 de la Constitution de la République démocratique allemande du 6 avril 1968 utilise la même formulation que la Constitution de 1949 tout en précisant cette fois-ci le nouveau régime : « [l]a capitale de la République démocratique allemande est Berlin ». La révision constitutionnelle du 7 octobre 1974 ne modifie pas cette phrase.
Le projet de constitution de la République démocratique allemande d'avril 1990 ne fait à nouveau plus mention d'aucune capitale.

## Allemagne réunifiée (1990)
L'article 2, alinéa 1, du Traité d’unification du 31 août 1990 prévoit que « [l]a capitale de l'Allemagne sera Berlin. La question du siège du Parlement et du gouvernement sera résolue après l'établissement de l'unité allemande. » Berlin est donc à nouveau la capitale fédérale allemande depuis le 3 octobre 1990, date d'entrée en vigueur du traité et donc de la réunification du pays. L'article 22, alinéa 1, de la Loi fondamentale modifiée (1990) précise d'ailleurs ce fait : « 1-La capitale de la République fédérale d’Allemagne est Berlin. 2-La représentation de l’ensemble de l’Etat dans la capitale incombe à la Fédération. 3- Les modalités seront réglées par une loi fédérale. ». Néanmoins, Bonn est restée le siège du gouvernement allemand entre 1990 et 1999. Les principales institutions fédérales ont emménagé dans la nouvelle capitale en 1999. Presque la moitié des ministères possèdent encore leurs sièges principaux à Bonn.